# Kranz (Einheit)
Kranz war eine griechische Masseneinheit (Gewichtsmaß) beim Handel mit Feigen. Die Kalamat-Feigen (aus Kalamata, auf der Halbinsel Peloponnes) wurden als Kranzfeigen in Fässern verpackt. Hierzu wurden die Feigen zu einem Ring (Kranz) auf einen Schilfhalm zu je einhundert Stück aufgefädelt.
- 1 Kranz = 1 Pfund plus 16 Lot (Preußen = 16,667 Gramm) = 766,68 Gramm